# Гигантска акула чук
Гигантската или голямата акула чук (Sphyrna mokarran) е вид хрущялна риба от семейство Акули чук (Sphyrnidae). Видът е застрашен от изчезване.

## Разпространение
Разпространен е в Австралия (Австралийска столична територия, Ашмор и Картие, Коралови острови, Куинсланд, Нов Южен Уелс и Северна територия), Алжир, Ангуила, Антигуа и Барбуда, Аруба, Бангладеш, Бахамски острови, Белиз, Бонер, Бразилия (Алагоас, Амапа, Баия, Еспирито Санто, Мараняо, Пара, Параиба, Парана, Пернамбуко, Пиауи, Рио Гранди до Норти, Рио Гранди до Сул, Рио де Жанейро, Санта Катарина, Сао Пауло, Сеара, Сержипи и Фернандо ди Нороня), Британска индоокеанска територия (Чагос), Венецуела (Авес), Виетнам, Гваделупа, Гватемала, Гвиана, Гренада, Джибути, Доминика, Доминиканска република, Египет (Синайски полуостров), Еквадор, Еритрея, Йемен (Северен Йемен, Сокотра и Южен Йемен), Израел, Индия (Андхра Прадеш, Гоа, Гуджарат, Западна Бенгалия, Карнатака, Керала, Махаращра, Ориса, Пондичери и Тамил Наду), Индонезия, Йордания, Ирак, Иран, Испания, Кабо Верде, Кайманови острови, Камбоджа, Катар, Кения, Китай (Гуандун, Гуанси, Джъдзян, Фудзиен, Хайнан и Шанхай), Колумбия, Коста Рика (Кокос), Куба, Кувейт, Кюрасао, Либия, Мавриций, Мадагаскар, Макао, Малайзия (Западна Малайзия, Сабах и Саравак), Мароко, Мартиника, Мианмар, Микронезия, Мозамбик, Монсерат, Никарагуа, Нова Каледония, Обединени арабски емирства, Оман, Пакистан, Палау, Панама, Питкерн, Провинции в КНР (Кинмън), Пуерто Рико (Наваса), Саба, Салвадор, Саудитска Арабия, САЩ (Алабама, Джорджия, Калифорния, Луизиана, Мисисипи, Северна Каролина, Тексас, Флорида и Южна Каролина), Свети Мартин, Сейнт Винсент и Гренадини, Сейнт Китс и Невис, Сейнт Лусия, Сейшели (Алдабра), Сен Бартелми, Сен Естатиус, Сенегал, Синт Мартен, Сомалия, Судан, Суринам, Тайван, Танзания, Тринидад и Тобаго, Тунис, Търкс и Кайкос, Филипини, Франция (Клипертон), Френска Гвиана, Френска Полинезия (Австралски острови, Дружествени острови, Маркизки острови и Туамоту), Френски южни и антарктически територии (Нормандски острови), Хаити, Хондурас, Хонконг, Шри Ланка, Южна Африка (Квазулу-Натал), Ямайка и Япония.